# TFR radar
TFR (ang. Terrain-following radar) je tehnologija, ki omogoča avtomatsko letenje na nizkih višinah - sledenje terenu. Radar daje podatke o terenu avtopilotu, ki potem usmerja letalo glede na geografske prepreke in vzdržuje konstantno višini nad njimi. Večinoma se uporablja na lovskih letalih za penetracije na nizkih višinah. Lahko pa ga uporabljajo tudi helikopterji. Prednost je, da deluje tudi, ko bi bilo ročno letenje nemogoče npr. pri slabi vidljivosti ali ponoči ali pa v slabih vremenskih pogojih. 
Tehnologijo je razvil Ferranti za uporabo na letalu BAC TSR-2. 
Sistem deluje tako, da radar pošlje signal na tla pred letalom. Odboj signala se potem analizira in pošlje avtopilotu. Možno je letenje tudi samo 30 metrov nad terenom pri visoki hitrosti. S tem se precej zmanjša možnost detekcije na radarju in tudi protiletalski sistemi so manj efektivni pri manjših višinah.
Nekatera letala kot Tornado IDS imajo dva radarja, manjši se uporablja za sledenje terenu. Bolj moderni lovec Rafale ima radar, ki gleda naprej in na tla hkrati. 
Večina letal ima možnost izbire načina, glede na to kako nizko letalo sledi terenu. TFR računalnik upošteva več faktorjev, oddaljenost do preprek, hitrost letala, vpadni kot in kvaliteta odbitega signala.
V praksi ni drugh alternativ, razen ročno za nizko letenje pri visokih hitrostih. Obstaja sistem TERPROM, ki se uporablja teren za navigacijo.